# Antonio Louaraz d'Arville
Antonio Louaraz d'Arville, italianizzazione di Antoine Louaraz (Allevard, 22 novembre 1791 – Arvillard, 22 luglio 1861), è stato un politico e avvocato francese.

## Biografia

### Origine e formazione
Antonio Louaraz d'Arville, in francese Antoine Louaraz, nasce nel villaggio di Allevard nel Delfinato. Originario da una famiglia di fabbri, è figlio di Jacques Louaraz, sindaco di Arvillard e di Marguerite Grasset.
Dopo studi di diritto all'Università di Ginevra, consegue la laurea nel 1811 e diventa avvocato.

### Carriera politica
Antonio Louaraz d'Arville viene eletto cinque volte deputato della Savoia tra il 1848 e il 1860 per il collegio di Montmeillan. Liberale, amico di Camillo Cavour, perde contro il conservatore Stefano Leblanc, ma l'elezione viene annullata per « ingerenza clericale ». Durante il suo mandato è segretario della Camera dal 1854 al 1857 e membro della Commissione del bilancio nel 1857.
La sua amicizia con Cavour non gli impedisce di opporsi al trattato di commercio con la Francia, presentato dal conte nel 1852 sul prezzo del vino importato dalla Francia. Ciò si spiega perché una parte del suo elettorato commerciava vino di produzione locale.
Si oppone con Giuseppe Melchiorre di Livet al progetto dei deputati Claudio Bastian e Giuseppe Jacquier-Châtrier di estendere la zona franca alle province del Chiablese e del Faucigny.

### Vita privata
Nel 1853 è stato testimone di matrimonio tra Giuseppe Francesco Blais e Adolfina Grasset a Arvillard.